# شهرستان جیانپینگ
شهرستان جیانپینگ (به لاتین: Jianping County) یک منطقهٔ مسکونی در چین است که در چاویانگ واقع شده‌است. شهرستان جیانپینگ ۴٬۸۳۸ کیلومتر مربع مساحت و ۵۸۰٬۰۰۰ نفر جمعیت دارد و ۴۱۱ متر بالاتر از سطح دریا واقع شده‌است.